# Пържене
Пърженето е процес, при който хранителните продукти се довеждат до състояние на готовност чрез нагряване в мазнина с температура 150-190 °С, при което се получава специфична коричка по повърхността на продукта.
При пърженето в качеството на топлопредаваща среда се използва нагрята мазнина, която способствува за равномерното нагряване на продуктите и изключва възможността за локални прегрявания.
В началния период на пържене мазнината обезпечава равномерно нагряване на повърхността на продукта до температура, непревишаваща 100 °С. При това повърхностният слой се обез-воднява, което може да се обясни със следните причини:
- първо, изпарение на влага в процеса на нагряване;
- второ, процес на термовлагопроводност, предизвикващ преместване на влагата в направление на движението на потока топлина от повърхностния слой на продукта към центъра.

По-нататъшното нагряване на обезводнения повърхностен слой предизвиква термично разграждане на веществата, влизащи в неговия състав, с образуване на нови химични съединения (много често летливи), които имат специфичен аромат и вкус. Този процес започва при температура около 105 °С и се засилва при повишаване на температурата.
Нагряването на продуктите при температура над 135 °С влошава органолептичните показатели на продукта, тъй като се образуват вещества, имащи вкус и миризма на прегоряло.
Качеството на изпържената кулинарна продукция особено много зависи от избрания технологичен режим (температура на мазнината и продължителност на пържене). Когато температурата на мазнината при изпържване е ниска, изпарението на влагата става бавно и самото пържене продължава дълго време. Полученият продукт има мека консистенция, наподобяваща сварен продукт. На повърхността му не се образува характерната за пърженето коричка.
Когато пърженето се провежда при много висока температура на мазнината, влагата от повърхностния слой много бързо се изпарява и отделящата се от вътрешността влага не може да компенсира загубите на повърхностната влага при изпарението. В резултат на това температурата на външния пласт бързо се повишава. Високата температура изсушава повърхностния пласт, стед което започва да го овъглява независимо от това, че вътрешността на продукта е още сурова.
Обект на пърженето са по-бедните на целулоза растителни продукти, съдържащи по-голямо количество вода, и отличаващите се с мека и крехка мускулна тъкан и по-нежна съединителна тъкан продукти от животински произход.
Хранителните продукти трябва да се пържат в мазнини, които се отличават с по-висока температура на димообразуване, варираща в границата 210-230 °С.
В кулинарната практика в зависимост от вида на продуктите я тяхната панировка пърженето може да се извършва по два начина:
- Пържене в малко количество мазнина. Продуктите се пържат в електрообръщателен тиган или на повърхността на печка в малко количество мазнина, в резултат на което повърхността на продукта бързо се обезводнява и се образува коричка. За получаване на коричка от двете страни продуктът се обръща. Предаването на топлина във вътрешността на продукта става за сметка на неговата вътрешна топлопроводност.

Пърженето може да се извърши, като продуктите се доведат до състояние на пълна готовност или до полуготовност с последващата допълнителна топлинна обработка. Температурният режим, използван при този начин на пържене, е различен и зависи от вида на продукта.
По този начин на пържене се образуват предимно натурални месни полуфабрикати, бедни на съединителна тъкан. Температурата на мазнината варира от 150 до 180 °С.
- Пържене в маслена баня (фритюра). В този случай продуктът се потапя напълно в мазнина, нагрята до температура 130-190 °С. Съотношението между продукта и мазнината трябва да бъде 1:4, а в определени случаи може да достигне и 1:20.

При пържене по този начин коричка се получава едновременно по цялата повърхност на продукта. Предаването на топлина от нагряващата среда към продукта се извършва чрез топлопроводност и отчасти чрез конвекция.
Във фритюра се пържат предимно панирани полуфабрикати от месо, риба, картофи и др.